# Sporvejshistorisk Selskab
Sporvejshistorisk Selskab er en dansk forening, der blev stiftet den 8. februar 1965. Foreningen har til formål at samle mennesker, der interesserer sig for kollektiv bytrafik og at udbrede kendskabet til den. Som navnet antyder, fokuseres der især på sporvogne, men også busser fylder en del. Foreningen er erklæret upolitisk.
Sporvejshistorisk Selskab ejer Sporvejsmuseet Skjoldenæsholm på Midtsjælland, der drives og anlægges af foreningens medlemmer på frivillig og ulønnet basis. Museet blev indviet 26. maj 1978 og er blevet udvidet løbende siden, så det nu omfatter to sporvejsstrækninger på i alt 1,8 km og flere udstillings- og depotbygninger. Museet råder desuden over ca. 140 sporvogne og busser, hvoraf ca. 30 sporvogne og 15 busser er godkendt til kørsel med passagerer. Der er ca. 170 aktive medlemmer på museet ud af et samlet medlemstal på ca. 1.230.
Af andre aktiviteter kan nævnes udgivelsen af medlemsbladet BYtrafik 6 gange årligt, årsberetningen for Sporvejsmuseet Skjoldenæsholm og en kalender. Dertil kommer udgivelser af bøger og hæfter om sporvogne og busser i primært København, Aarhus og Odense. Til brug for de forskellige udgivelser foretages der løbende forskning i trafikhistorien. For medlemmerne afholdes der otte årlige medlemsmøder med forskellige foredrag i København, hvor generalforsamlingen også afholdes. I Odense afholdes der tre medlemsmøder om året. Derudover arrangeres der tre årlige ture til forskellige udenlandske sporvejsbyer.

## Historie

### Baggrund og stiftelse
Der var sporvejsinteresserede i Danmark, længe før Sporvejshistorisk Selskab blev stiftet i 1965. Men i 1950'erne og begyndelsen af 1960'erne var det de færreste voksne, der gjorde opmærksom på det, for ikke at blive opfattet som skøre. Imidlertid gik Københavns Sporveje (KS) i gang med at omstille sine sporvognslinjer til busdrift. En planskitse fra 1962 lagde op til omstilling af de sekundære sporvognslinjer og en langtidsplan fra 1965 til dem alle. Også Århus Sporveje (ÅS) forventedes at gå over til busdrift indenfor en overskuelig årrække. Den gradvise omsætning af planerne til virkelighed var med til at øge interessen for sporvogne i almindelighed og Københavns Sporveje i særdeleshed.
Samtidig var Dansk Jernbane-Klub (DJK) blevet stiftet 15. januar 1961. Det gav mulighed for, at skinneinteresserede kunne mødes, og flere sporvognsinteresserede lærte efterhånden hinanden at kende. I 1962 drøftede nogle af dem muligheden for en sporvognsforening i stil med Svenska Spårvägssällskapet, der var blevet stiftet i 1959. Til at begynde med ville man dog nøjes med en sporvejsfraktion under Dansk Jernbane-Klub. Man regnede ikke med, at der ville være så mange interesserede, men arrangementer ved de københavnske sporvejes 100 års jubilæum i 1963 viste imidlertid, at der var flere sporvognsinteresserede. I 1964 dannedes så en sporvejsgruppe indenfor Dansk Jernbane-Klub, der nåede at afholde en enkelt udflugt med den københavnske sporvognslinje 19, inden den blev omstillet til busdrift 1. november 1964.
Sideløbende blev tre mænd i efteråret 1964 enige om, at det var på tide at få oprettet en sporvognsforening. På forslag fra den senere formand Thorkild Ring Hansen valgtes navnet Sporvejshistorisk Selskab. Tanken var at det ville give indtryk af ældre, ærværdige herrer, der beskæftigede sig med den tidlige sporvejshistorie på seriøs vis. Navnet var dog samtidig afledt af Jernbanehistorisk Selskab. Jernbanehistorisk Selskab var stiftet som en støtteforening af Dansk Model-Jernbane Klub 25. marts 1963 men blev senere slået sammen med klubben. Det endnu ikke dannede Sporvejshistorisk Selskab skrev 13. november 1964 et brev til Københavns Sporveje om køb af og kørsel med et gammelt sporvognstog og overtagelse af gamle skilte og billetter. Det blev desuden angivet, at foreningen var stiftet i 1962, for ikke at give indtryk af, at det var et helt nydannet foretagende. Ønskerne blev dog ikke opfyldt, men man fik gjort opmærksom på "foreningen".
Grundlaget for dannelsen af en egentlig forening blev til ved et møde mellem de tre nævnte mænd og tre andre 11. januar 1965. De kendte tilsammen så mange sporvognsinteresserede, at der var basis for at indbyde til et orienterende møde. Samtidig nedsatte de sig selv som fungerende bestyrelse med mødets vært Jørgen Halvorsen som formand. I indbydelsen blev der lagt op til, at der skulle ske udflugter med københavnske sporvejslinjer og til sporveje i andre byer. Der skulle udgives et medlemsblad, og der skulle samarbejdes med beslægtede foreninger i ind- og udland. Som fjerde punkt ud af fem omtaltes desuden bevaring af sporvognstyper, som sporvejene ikke selv ville bevare. Københavns Sporveje havde dog allerede en lang tradition for bevaring, så man regnede ikke umiddelbart med, at det også ville blive aktuelt for Sporvejshistorisk Selskab. I stedet forestillede man sig, at medlemmerne kunne hygge sig, mindes og bytte billeder.
Det orienterende møde blev afholdt 8. februar 1965 på det nu forsvundne Ungdomshjemmet i Nyborggade 33 på Østerbro i København. Her var der stor opbakning fra de ca. 30 fremmødte personer, hvoraf de fleste meldte sig ind. Datoen er siden regnet for Sporvejshistorisk Selskabs stiftelsestidspunkt. Dansk Jernbane-Klubs sporvejsgruppe blev så efterfølgende nedlagt, idet arkivalier mv. blev overladt til Sporvejshistorisk Selskab. Mødet medførte imidlertid en væsentlig ændring i de tiltænkte aktiviteter for den nydannede forening. Det kom frem, at sporvognen KS 437 var den sidste gamle motorvogn med tværsæder udover KS 430, som Københavns Sporveje havde udtaget som museumsvogn. Der var stemning for at bevare vognen, og den endte med at blive købt sammen med to andre gamle motorvogne senere på året. Den videre udvikling, der både førte til en støt voksende vognpark og til indvielsen af Sporvejsmuseet Skjoldenæsholm 26. maj 1978, er beskrevet kortfattet nedenfor og uddybende i artiklen om museets historie.

### De første 25 år
Efter det orienterende møde kom der gang i de planlagte aktiviteter. Det første medlemsblad blev udgivet i marts 1965, den første udflugt fandt sted 21. marts, og dagen efter blev det første medlemsmøde afholdt. 26. april 1965 blev der så afholdt konstituerende generalforsamling med vedtagelse af foreningens love. De seks initiativtagere, der havde været fungerende bestyrelse den første tid, blev desuden formelt valgt som sådan. Før stiftelsen havde de håbet på, at foreningen ville få 100, måske 200 medlemmer. Interessen for sporvogne var imidlertid større end som så, og medlemstallet voksede, efterhånden som folk blev klar over, at sporvognene ville forsvinde fra gaderne. Ved slutningen af det første regnskabsår 31. august 1965 havde Sporvejshistorisk Selskab 90 medlemmer, og efterfølgende voksede det med næsten 100 om året.
Fra 13. til 25. marts 1968 afholdt Sporvejshistorisk Selskab sin første større offentlige udstilling i Sparekassen for Kjøbenhavn og Omegn på Strøget. Den blev besøgt af ca. 8.000 gæster, gav 52 medlemmer og fik i det hele taget gjort foreningen kendt. I de efterfølgende syv-otte år var der af og til andre udstillinger hos forskellige biblioteker, banker og Københavns Bymuseum. Bestræbelserne på at få etableret en museumssporvej gav også anledning til opmærksomhed. Dagbladet Politiken bragte for eksempel 6. maj 1969 en vittighedstegning af Bo Bojesen i den anledning. På tegningen står et modent publikum og hænger i sporvognsstropper i loftet, mens de med tårer i øjnene hører på en begejstret taler med sporvognskasket og konduktørtaske: "Kære venner; hvad var skønnere end de ottekantede hjuls fanfareskrig i svingene, eller duften af den uldne overfrakke, som din medpassagers cigar brændte hul i, når den livsbekræftende myldretid stundede til?"
I virkeligheden bestod foreningen af folk fra mange forskellige erhverv, der interesserede sig for kollektiv bytrafik på mange forskellige måder. Af de 581 medlemmer ved årsskiftet 1971/1972 var 62 under 18, 117 i alderen 18-24 år, 389 derover og 13 firmaer. De 568 personer fordelte sig på 171 elever, studerende og lærlinge, 169 private funktionærer, 135 offentligt ansatte, 44 arbejdere, 24 selvstændige, 15 pensionister og 10 uoplyst. Den store andel af funktionærer og offentligt ansatte skyldtes muligvis, at de havde bedre tid til hobbyer. Men det at være medlem var dog ikke det samme som at være aktiv, og især de forholdsvis mange unge savnedes i de aktives rækker. Derudover var der 73 udmeldte i de første syv år af foreningens historie, primært på grund af restance.
Medlemstallet nåede op på 692 pr. 31. august 1972, efter at den sidste danske sporvogn var kørt i remise i København 23. april 1972. Efterfølgende var der en vis stagnation og et mindre fald til 668 pr. 31. juli 1975. En bølge af nostalgi betød imidlertid sammen med etableringen og indvielsen af Sporvejsmuseet Skjoldenæsholm 26. maj 1978, at medlemstallet atter steg. Pr. 31. december 1977 var der 787 medlemmer, efter indvielsen var der 885 medlemmer pr. 31 december 1978, og pr. 31 december 1982 toppede man for en stund med 980 medlemmer.
Men selvom medlemstallet steg, og de aktive alle dage har arbejdet gratis, så var det ingen hemmelighed, at bevaring af sporvogne og busser var og er en dyr og pladskrævende hobby. Der skulle betales husleje, ligesom anlæggelsen af Sporvejsmuseet kostede. Nye vogne skulle købes til skrotprisen, hvis man ikke var heldig at få dem foræret. Og dertil kom så udgifter til møder, trykning af medlemsblad og andre aktiviteter. Så udover kontingentet valgte nogle medlemmer at støtte med bidrag og lån. Men foreningens økonomi var dog anstrengt til op i 1980'erne. Dertil kom så udbygningen af Sporvejsmuseet, der lagde beslag på mange ressourcer indtil slutningen af 1990'erne.
Foreningens første formand fra 1965 til 1967 var Jørgen Halvorsen. Herefter var Thorkild Ring Hansen formand indtil 1977. Da han fratrådte, blev han udnævnt til foreningens første æresmedlem. Efterfølgende var Peer Goe Jacobsen formand et år. I 1978 blev han afløst af Ole Iskov, der umiddelbart efter kom til at forestå indvielsen af Sporvejsmuseet. Som femte formand kom Mikael Lund til i 1982. Han har stadig posten pr. 2021.

### Nyere tid
Sporvejshistorisk Selskabs 25 års jubilæum i 1990 blev markeret ved en udstilling på Københavns Rådhus. På jubilæumsdagen 8. februar var der reception for ca. 300 særligt indbudte med taler af Københavns hospitalsborgmester Jørgen Frederiksen og Sporvejshistorisk Selskabs formand Mikael Lund. Fra 9. til 17. februar var der så åbent for almindelige besøgende, hvilket ca. 10.000 benyttede sig af. Udstillingen bestod af 12 montre og ca. 160 plancher, mere end det dobbelte af hvad man havde plads til på Sporvejsmuseet på det tidspunkt. En enkelt sporvogn i form af Odense-bivognen OS 51 havde man også fået indenfor. Aarhus-bussen ÅS 165 var opstillet udenfor, hvor den københavnske sporvogn KS 275 også stod det første døgns tid.
Til de medlemmer, der havde været med fra starten, blev der uddelt 25 års-jubilæumsmedaljer. Det blev efterfølgende besluttet at uddele medaljer til alle medlemmer, efterhånden som de passerede 25 års uafbrudt medlemskab. I forbindelse med senere jubilæer er det fulgt op af 40 års og 50 års medaljer. I slutningen af 2022 var der uddelt 724 25 års-medaljer, 395 40 års-medaljer og 183 50 års-medaljer.
I 1995 overtog Sporvejshistorisk Selskab en tidligere sporvognsremise fra Valby i København, der havde været tømmerhandel i Herlev i en årrække. Den blev efterfølgende taget ned, flyttet og genopført på Sporvejsmuseet, hvor den blev genindviet 26. maj 1998. Før overtagelsen blev det anslået, at hele projektet ville koste over 4 mio. kr. Ca. 1 mio. kr. blev skaffet i form af fondstilskud med Johannes Fogs Fond med 500.000 kr. og Vilhelm Bangs Fond med 216.000 kr. som de største bidragsydere. Dertil kom ca. 1 mio. kr. af egne opsparede midler. Resten blev skaffet i form af et kreditforeningslån på 2,8 mio. kr. hos Nykredit. For at opnå refusion af momsudgifterne stiftede Sporvejshistorisk Selskab det helejede anpartsselskab Valby Gamle Remise ApS pr. 1. april 1995, der så formelt stod for momsbelagt udlejning af remisen til Sporvejsmuseet. Anpartsselskabet blev opløst pr. 9. september 2009, hvorefter Sporvejshistorisk Selskab overtog aktiver og passiver. Årsagen var at den 10-årige periode med momsbelagt leje, der var krævet i lovgivningen for at få refusion af momsudgifterne i sin tid, nu var udløbet.
Medlemstallet svingede mellem 915 og 974 op gennem 1980'erne og 1990'erne. Først i 1999 kom man over 1.000 med 1.027 medlemmer pr. 31. december 1999. Samme år formuleredes en vision 2010 for Sporvejshistorisk Selskab og Sporvejsmuseet, hvor man blandt andet sigtede efter at have 1.250 medlemmer i 2010. Det blev dog overgået flere år før, da man passerede 1.299 medlemmer pr. 31. december 2004. Så blev målet justeret til 1.500 medlemmer i 2010. Så højt nåede man imidlertid ikke, for det foreløbige højdepunkt blev på 1.406 medlemmer pr. 31. december 2007. Derefter faldt medlemstallet atter jævnt med 1.331 medlemmer pr. 31. december 2010 og 1.219 pr. 31. december 2014. Pr. 31. december 2021 var der 1.235 medlemmer.
Det er imidlertid ingen hemmelighed, at medlemsskarens gennemsnitsalder er vokset en del, hvilket især præger medlemsmøderne. På Sporvejsmuseet er aldersfordelingen væsentlig bredere, men også her er det efterhånden de ældre medlemmer der fylder. I 1993 var der således 95 frivillige medarbejdere fordelt på 14 i alderen 29 år og derunder (14,7 %), 65 i alderen 30-59 år (68,4 %), 11 i alderen 60 år og derover (11,6 %) samt 5 med ukendt alder (5,3 %). I 2013 var der 167 medarbejdere fordelt på 21 i alderen 29 år og derunder (12,6 %), 41 i alderen 30-59 år (24,6 %), 101 i alderen 60 år og derover (60,5 %) samt 4 med ukendt alder (2,3 %).
Sporvejshistorisk Selskabs 40 års jubilæum blev markeret ved en reception på Frederiksberg Hovedbibliotek 8. februar 2005. Der var ca. 200 deltagere, mest medlemmer. Et planlagt medlemsmøde om jubilæet om aftenen måtte dog udskydes på grund af folketingsvalg den dag. Til gengæld kunne det noteres, at der stadig var 39 medlemmer af foreningen, der havde været med siden 1965. 50 års jubilæet blev markeret med en ny udstilling på Københavns Rådhus fra 11. til 21. februar 2015 med 5-6.000 besøgende. På den første dag var der desuden reception for ca. 300 indbudte med taler af Københavns kultur- og fritidsborgmester Carl Christian Ebbesen og Sporvejshistorisk Selskabs formand Mikael Lund. Udstillingen bestod denne gang af 201 plancher foruden montrer. Museumsvognene blev dog udenfor denne gang. Hestesporvognen KSS 51 og bussen KS 41 var således opstillet som blikfang de første par dage, mens bussen KS 772 fungerede som mobil salgsbod i hele udstillingsperioden.
På Sporvejsmuseet havde man længe haft ønsker om udvidelser for at løse op for pladsmangel. Det blev dog først muligt, da man i 2014 kunne købe 5,65 hektar omkring det eksisterende museumsområde. I løbet af de efterfølgende tre-fire år blev der så opført fem nye bygninger, blandt andet en udstillingshal til busser og en stor depotremise. Da udvidelserne gik i gang forventedes de at koste 30-40 mio. kr. Finansieringen skete på flere måder. Det største beløb kom i form af nogle usædvanligt store arvebeløb fra medlemmer af Sporvejshistorisk Selskab med ca. 4,9 mio. kr. i 2014 og ca. 14 mio. kr. i 2015. Foreningen selv havde desuden opsparet ca. 3 mio. kr. i ventetiden. Yderligere 10 mio. kr. blev skaffet i 2016 i form af et lån hos Kommunekredit. Det skal naturligvis afdrages, men det modsvares af, at de nye bygninger har gjort det muligt at fraflytte en række eksterne lejemål. Ligesom ved opførelsen af Valby Gamle Remise oprettede Sporvejshistorisk Selskab desuden et anpartsselskab, SHS Ejendomme ApS, for at afløfte byggemomsen på depotremisen Remise 3 og arkiv- og depotbygningen Magasinet.

## Sporvejsmuseet Skjoldenæsholm
Ved det orienterende møde i 1965 kom det frem, at sporvognen KS 437 fra 1918 var den sidste gamle motorvogn med tværsæder udover KS 430, som Københavns Sporveje havde udtaget som museumsvogn. Der var stemning for at bevare vognen, og dermed var grunden til foreningens med tiden store vognpark lagt. Imidlertid stod to andre serier af gamle motorvogne også foran udrangering, så man endte med at købe tre vogne i alt. I de følgende år voksede vognparken støt, efterhånden som forskellige vogntyper udgik af driften. Desuden lykkedes det at få fat i et par vogne fra Odense Sporvej (OS), der ellers var ophørt i 1952. Yderligere vogne kom til efter, at Københavns Sporveje ophørte med sporvognsdrift i 1972, og året efter fulgte vogne fra Århus Sporveje, der havde indstillet sporvognsdriften i 1971. I de samme år begyndte man også at overtage enkelte trolleybusser og busser. Det overtagne materiel blev blandt andet opbevaret i Københavns Sporvejes remiser, hvor man også begyndte at restaurere noget af det.
Sideløbende med anskaffelsen af sporvognene og hvad man ellers skulle bruge af reservedele, tegninger mv., begyndte man også at lede efter steder, hvor der kunne etableres en museumssporvej. Blandt mange andre steder havde man således kig på en strækning omkring Danmarks Tekniske Museum i Helsingør, et stykke af den i 1968 nedlagte Ebeltoft-Trustrup Jernbane og et område ved Brøndbyskoven. De lod sig dog af forskellige årsager ikke gøre. I slutningen af 1971 blev man imidlertid opmærksom på herregården Skjoldenæsholm. Det viste sig, at den i 1936 nedlagte Sjællandske Midtbane havde gået over herregårdens jorde, og at dæmninger og gennemskæringer fra dengang stadig var intakte og ubenyttede. Nok så vigtigt var herregårdens ejer, Vilhelm Bruun de Neergaard, med på ideen om at anlægge et sporvejsmuseum. De første anlægsarbejder gik i gang i efteråret 1972, men året efter gik de i stå på grund af byggesjusk fra den entreprenør, der skulle opføre remisen. Fra 1975 begyndte foreningens medlemmer så selv at opføre en remise og anlægge spor.
Indvielsen af museet blev foretaget af kulturminister Niels Matthiasen 26. maj 1978. Fra starten af rådede museet over den nævnte remise med værksted, udstilling og kiosk. Desuden var der anlagt en 300 m lang strækning mellem en parkeringsplads og museet til brug for metersporede vogne fra blandt andet Aarhus. Efter slutningen på den første sæson påbegyndtes det omfattende arbejde med at anlægge en normalsporet strækning til vogne fra blandt andet København. Den første etape til stoppestedet Tobaksmarken blev indviet af skuespilleren Ove Sprogøe 14. juni 1985. Anden etape til Flemmingsminde blev indviet 22. august 1987. Tredje etape til Skovkanten blev indviet 28. juli 1990 og fjerde etape til Broen 18. juni 1993. Den sidste etape af den normalsporede strækning til Eilers Eg blev indviet 8. maj 1999. Med den var der desuden kommet vendesløjfer i begge ender af strækninger, så der også kunne køres med ensrettede vogne og bivogne uden problemer og ikke som hidtil, hvor der primært var blevet kørt med toretningsvogne.
Aktiviteterne voksede også på anden vis. 12. august 1995 påbegyndtes således kørsel med veteranbusser på en rute i museets omegn omkring Valsølille Sø. Samme år overtog man desuden Valby Gamle Remise, der oprindeligt havde fungeret som sporvognsremise i Valby i København, men som senere var blevet tømmerhandel i Herlev. Den blev nu pillet ned og genopført på museet, hvor den blev indviet som kombineret udstillingsbygning og driftsremise 26. maj 1998. I Odense gennemgik motorvognen OS 12 en omfattende restaurering fra 1987 til 1997, efter at den havde været sommerhus i næsten to årtier. Vognparken voksede også, blandt andet med flere udenlandske sporvogne. Desuden lykkedes det i 2001 at hjemtage to ledvogne, der var blevet eksporteret til Alexandria i Egypten ved sporvejsdriftens ophør i København.
I 2003 overtog Sporvejshistorisk Selskab og Sporvejsmuseets hele HT Museums samling på 35 sporvogne og busser tillige med arkivalier og reservedele i forbindelse med dets lukning. Samlingen omfattede blandt andet en del klenodier fra Københavns Sporveje. Et andet højdepunkt kom i 2006 i form af en sporvogn fra Melbourne i Australien, der blev givet som gave til Kronprins Frederik og Kronprinsesse Mary og deponeret på Sporvejsmuseet. Kronprinseparret besøgte selv museet senere på året. I 2011 overtog museet fire sporvogne fra Omstigningsklubben, der måtte indstille deres kørsel i Skælskør. Der kom også flere busser til, blandt andet otte fra Busbevarelsesgruppen Danmark, ligeledes i 2011. Desuden blev der foretaget en række omfattende restaureringer, blandt andet hos et filialværksted der blev etableret på Bornholm i 2011. De mange overtagelser gav dog en del pladsmangel, der først kunne løses for alvor fra 2014, da man fik købt de nødvendige grunde til udvidelser. Fra 2014 til 2018 blev museet således udvidet med fem nye bygninger, herunder en busudstillingshal og en stor depotremise.

### Sporvejsmuseet nu
Pr. 2022 råder Sporvejsmuseet Skjoldenæsholm over to sporvognsstrækninger. Den ene er 300 m lang og forbinder indgangen ved museets parkeringsplads med selve museumsområdet. Den har sporvidden 1000 mm (meterspor) og betjenes af sporvogne fra Aarhus, Flensborg og Basel. Den anden strækning er ca. 1,5 km lang og forbinder museumsområdet med en endestation ved Eilers Eg i Højbjerg Skov. Den betjenes af sporvogne fra København, Odense og flere udenlandske byer. Ved Eilers Eg er der desuden en picnicplads med en cafévogn. Sporvejsmuseet driver derudover to busruter, der er i drift visse dage. Den ene er en rundtur i museets omegn omkring Valsølille Sø. Den anden forbinder museet med Borup Station og gør det muligt for besøgende, der ikke er i bil, at besøge museet. På udvalgte dage er der derudover kørsel med en hesteomnibus og en hestesporvogn.
På museumsområdet er der flere forskellige udstillingsbygninger, remiser, depoter og andre bygninger. I Remise 1 er der værksted, medarbejderfaciliteter, kiosk, toiletter og en mindre udstilling. I bindingsværksbygningen Valby Gamle Remise er der udstilling af og om sporvogne. Den store Remise 3 fungerer som depot for sporvogne og busser men har desuden en side med butikskulisser fra 1940 til 1970. I Bushallen er der udstilling af og om busser samt toiletter og enkelte butikskulisser. I Magasinet er der arkiv og reservedele. Remise 4 huser metersporede sporvogne og busser. Dertil kommer så et par garager og en transformerstation. På forpladsen er der endvidere en telefonkiosk fra Frederiksberg. Derudover er der opsat en del gammelt gadeinventar rundt om på museumsområdet. Ved nogle af stoppestederne ude langs normalsporsstrækningen er der desuden opsat gamle læskure og ventesalsbygninger. Endelig er der et eksternt depot i Sigersted.
Vognparken omfatter pr. 2021 83 sporvogne, 2 hesteomnibusser, 5 batteri- og trolleybusser og 50 benzin- og dieselbusser. Dertil kommer så diverse arbejdskøretøjer og køretøjer anskaffet med henblik på indvending af reservedele. I løbet af 2020 var 30 sporvogne, 12 busser og en hesteomnibus i drift med passagerer i varierende omfang. Dertil kommer nogle sporvogne, der er udstillet i Valby Gamle Remise, og busser i Bushallen. Andre vogne er under restaurering i Remise 1 eller på filialværkstedet i Østermarie på Bornholm, mens resten hovedsageligt er opmagasineret i Remise 3. Sporvognene kommer fra København, Odense, Aarhus og en del udenlandske byer. Busserne stammer generelt fra Hovedstadsområdet, Odense og Aarhus.
Sporvejsmuseet har åbent hver weekend og på helligdage fra sidst i april og til og med skolernes efterårsferie i oktober. Desuden er der åbent tirsdag-fredag i sommerferien og alle dage i efterårsferien. Derudover er der åbent en weekend i december i forbindelse med et årligt julearrangement. I 2021, hvor sæson begyndte senere på grund af coronaviruspandemien, var der 82 ordinære åbningsdage. Dertil kom 9 dage med særarrangementer, hvor museet var åbent for grupper mod et ekstra gebyr. På visse dage er der særlige aktiviteter. To dage om sommeren er trafikdage med tæt sporvognstrafik, træf af veteranbiler og ved den ene arrangementet Medlemmernes dag for medlemmer af Sporvejshistorisk Selskab. Sidste lørdag i august og september er der aftenåben med natsporvogne og besøg af Københavns Astronomiske Forening. Ved julearrangementet er der salg af juletræer, julecafé og besøg af julemanden. Endelig er der musikalsk underholdning flere gange i løbet af sæsonen.
Sporvejsmuseet anlægges og drives af medlemmer af Sporvejshistorisk Selskab på frivillig og ulønnet basis. Enkelte af de frivillige medarbejdere arbejder også med kollektiv trafik til daglig, men generelt kommer de fra alle samfundslag. Der er aktivitet året rundt, og i løbet af et år præsterer de omkring 170 medarbejdere, hvad der svarer til 30-35 fuldtidsstillinger.Ved årsskiftet af Mikael Lund. BYtrafik 1/2022, s. 3 Arbejdsopgaverne varierer bredt. Der er naturligvis kørsel med sporvogne og busser samt restaureringen og vedligeholdelsen af dem. Men der er også ting som vedligeholdelse af spor og ledninger, pasning af grønne områder, fjernelse af skrald, opbygning af udstillinger, sortering af arkivalier og administration. Visse arbejdsopgaver, blandt andet brolægning og opførelse af nye bygninger, varetages dog af eksterne firmaer mod betaling.
I 2021 havde Sporvejsmuseet 18.026 besøgende fordelt på 12.656 voksne, 4.164 børn og 1.206 med fribillet. Besøgstallet var det hidtil laveste, blandt andet som følge af restriktioner i forbindelse med coronaviruspandemien. Ca. 95 % af museets besøgende kommer i øvrigt fra Danmark.

## Udgivelser
Initiativet til Sporvejshistorisk Selskabs udgivelsesvirksomhed blev taget i slutningen af 1967. Der var nogle betænkeligheder med hensyn til distribution og den økonomiske risiko, men der var enighed i bestyrelsen om at gøre forsøget. Som den første blev der udgivet en bog om den københavnske sporvognslinje 10 i forbindelse med, at den blev omstillet til busdrift i oktober 1968. Formatet blev 18x18 cm, der svarede til størrelsen på sporvognenes indvendige linjeskilte, og på forsiden blev der gengivet sådan et. Formatet er efterfølgende blevet benyttet til Sporvejshistorisk Selskabs primære bogserie om både sporvognslinjer og andre emner. Linje 10-bogen blev trykt i 1.200 eksemplarer, der hurtigt blev udsolgt. Ved de efterfølgende omstillinger af linje 6 (1969), 2 (1969), 16 (1970) og 7 (1971) til busdrift blev der også udgivet linjebøger, indtil der foreløbigt rundedes af med en bog om linje 5, da den som den sidste blev bus i 1972. Samme år blev der desuden udgivet bogen Farvel sporvogn med billeder og oplistning af begivenheder fra de elektriske sporvognes tid i Danmark. Derudover blev der udgivet en bog om Århus Sporveje, da de overgik til busdrift i 1971.
I tiden op til sporvognsdriftens ophør var spørgsmålet, hvad man skulle gøre, når der ikke længere var aktuelle anledninger til udgivelser. I første omgang udgav man København på kryds og tværs - dengang og nu, hvor ældre billeder af sporvogne sammenlignedes med nye billeder af busser fra de samme steder. I 1974 udgaves Byens nips med en række eksempler på gadeinventar. I 1975 blev der så udgivet en bog om linje 14, og i 1976 fulgte en om linje 8, der havde været populær i medierne i sin tid. Det viste sig, at der fortsat var basis for den slags lokalhistoriske udgivelser, så efterfølgende blev der udgivet bøger om linje 11 (1978), 4 (1981), 3 (1982), 15 (1986), 9 (1987) og 1 (1988). Indimellem blev der udgivet bøger om Odense Bytrafik ved deres 25 års jubilæum i 1977 og om forgængeren Odense Sporvej i 1986. Første del af et tobindsværk om NESA blev udgivet ved deres 75 års jubilæum i 1977. I 1984 udgaves By i forvandling i stil med København på kryds og tværs - dengang og nu.
Der blev også udgivet forskellige hæfter. I 1969 blev der udgivet et om Svanemølle og Valby Remiser, da de lukkede, og efterfølgende fulgte tilsvarende hæfter om Sundby Remise senere i 1969 og om Nørrebro Remise i 1972. I 1970 blev der udgivet en kronologisk oversigt over Københavns Sporveje under anden verdenskrig og et hæfte om H.C. Stephansens Rutebiler. I 1980 udgaves hæftet Sporvejene under besættelsen i forbindelse med en særudstilling på Sporvejsmuseet. Fra 1976 til 1980 blev der udgivet en serie med syv Sporvejshistoriske skrifter. En enkelt bog i serien var den nyskrevne Sporvejen Ålborg aldrig fik fra 1977, mens de øvrige var genoptryk af ældre udgivelser fra før Sporvejshistorisk Selskabs tid. Fra 1977 til 1983 blev der også genoptrykt fire andre bøger af jernbane- og sporvejsrelateret karakter.
Tilbage i 1972 udgaves forsøgsvist en kalender med sporvognsmotiver, Sporvognskalenderen 1973. Den blev en succes, og tilsvarende kalendere er blevet udgivet hvert år lige siden. De første var i sort/hvid, men efterhånden blev forsiden og senere også en stigende del af kalenderbladene i farver. Efter åbningen af Sporvejsmuseet 1978 blev der udgivet et museumskatalog i 1979. Det er efterfølgende blevet fulgt af flere nyere udgaver. Dertil kom udgivelser af postkort, nøgleringe, klip-ud-sporvogne, t-shirts og andre souvenirs.
Det viste sig imidlertid, at der var et behov for udgivelser, der var billigere end de traditionelle linjebøger, i museets kiosk. Fra 1979 begyndte man derfor at udgive en serie hæfter om de enkelte københavnske sporvognslinjer bestående af en kort historisk indledning og en række nyere billeder, der fulgte den givne linje gennem byen. Der begyndtes med linje 10, og derefter fulgte de øvrige linjer i blandet orden, indtil der blev rundet af med linje 7 i 2014. Kun den i 1931 nedlagte linje 17 måtte man undlade, da der var for få billeder fra andet end linjens endestationer. Til gengæld blev der udgivet et billedhæfte med Århus Sporveje i 1984. Derudover er nogle af hæfterne om de københavnske linjer, der er blevet udsolgt, genudgivet i nye udgaver.
Fra 1982 blev der udgivet et par hæfter og derefter en række bøger om forskellige busselskaber fra primært Københavns omegn. Til at begynde med blev der udgivet et hæfte om Hjortekær Trafik i 1982 og et om Strandvejsbussen i 1986. Hovedstadsområdets Trafikselskabs (HT) 10 års jubilæum i 1984 blev markeret med 10 år med HT-busser med en omfangsrig oversigt over selskabets vognpark i de ti år. Fra 1990 fulgte så den egentlige serie om bøger med udgivelser om Birkerød Bus Compagni (1990 og 1995), De blaa Omnibusser (1991), Hvidovre Rutebiler (1991), Ballerup Bybusser (1992), De blaa Rutebiler (1994), Forenede Rutebiler (1955), Therkildsens Ruter (1995), Herlev-Ruterne (1995), Sølvbusserne (1995), De hvide busser (1997) og en ny om Stephansens Rutebiler (1998). Der sluttedes af med en bog om Amagerbanens busruter i 2001. Dertil kom så andre bøger om busser som Busdivisionen 1984-2005, der var en opfølger til 10 år med HT-busser, i 2006. Jensens Turisttrafik i Sporvejsmuseets hjemkommune Ringsted fik en bog i 1999, og det samme fik bustrafikken i Helsingør i 2003. Dertil kom så bøger om de københavnske buslinjer 22 (1998) og 21 (2004).
Fra 1983 til 1994 blev der udgivet en serie på otte bind om Oslos sporveje, hvor hvert af dem handler om et bestemt selskab eller emne. Serien er skrevet på norsk, hvilket gav nogle udfordringer ved renskrivningen. En anden serie i otte bind, Elektriske sporvogne i København, blev udgivet fra 1997 til 2017. Hver bog omhandler omkring hundrede sporvogne med et billede af hver af dem. De første syv bøger dækker alle motorvognene, mens den sidste omhandler udvalgte bivogne. I den blandede afdeling blev der udgivet en bog om Sporvejshistorisk Selskab selv ved foreningens 25 års jubilæum i 1990. I 1993 blev der udgivet erindringsbogen Med sporvogn gennem Tyskland - for 40 år siden og en bog om Amagerbanen, Københavns Sporveje og NESA's busser og trolleybusser. I 1995 blev det til et hæfte med en vognfortegnelse for Københavns Sporveje og i 1998 til bogen Museumsvognene dengang - og nu. I 2003 blev der udgivet en bog i anledning af Sporvejsmuseets 25 års jubilæum.
Den primære bogserie gik i stå i en årrække efter udgivelsen af bogen om linje 1 i 1988. I 2000 kunne man dog udgive andet bind om NESA, 23 år efter udgivelsen af det første bind. I 2002 udgaves Odense Omnibus - 1923-1952 i anledning af 50-året for selskabets ophør. I 2004 udgaves Scandias hestesporvogne 1870-1893. Fra 2000 til 2006 blev der desuden udgivet fire bøger med sporvognstegninger og erindringer af John Lundgren. Serien af linjebøger blev genoptaget med linje 19 i 2005 og derefter fulgte linje 17 i 2008 og linje 18 i 2009. En bog om linje 13 fulgte med en del forsinkelse i 2018. I 2021 kom en bog om linje 12, der i modsætning til de andre ikke var en sporvognslinje men en hesteomnibuslinje og senere en trolleybuslinje.
Af yderligere blandede udgivelser kom der et hæfte ved Sporvejshistorisk Selskabs 40 års jubilæum i 2005 med hovedvægt på årene 1990-2005 og et tilsvarende hæfte ved 50 års jubilæet i 2015 med årene 2005-2015. I 2005 udgaves desuden En sporvognsmands erindringer - fra Københavns Sporveje. I 2008 udgaves et hæfte med historiske og aktuelle billeder af den nedlagte Sjællandske Midtbane, på hvis tracé Sporvejsmuseet er anlagt. Den hidtil største bog blev udgivet i 2014 i form af Københavns Sporvejes busser 1919-74 på 296 sider i liggende A4-format. I 2018 blev der udgivet bogen Gamle sporvogne om to sporvogne, der var blevet restaureret på Sporvejsmuseets filialværksted på Bornholm. I 2019 kom der yderligere to erindringsbøger i form af Mit liv med sporvogne og Fra S-tog til sporvogn af et par mangeårige medlemmer. I 2021 fulgte erindringbogen, Så vidt jeg husker af Per Vadmand og i 2022 Mine sporvogne - alle atten linier! af Peter Dürrfeld.
Af fremtidige udgivelser arbejdes der pr. 2022 på bøger om linje 20, københavnske remiser og og en femte i serien med sporvognstegninger af John Lundgren. Desuden kommer der en erindringsbog mere.

## BYtrafik
Det første medlemsblad, der var i A5-format og ikke havde noget særligt navn, udkom i marts 1965. I 1967 udkom der syv numre, men siden 1966 er der som standard udkom seks numre om året. Bladet var oprindeligt duplikeret, men den teknik egnede sig generelt ikke til gengivelse af billeder, så det hørte til undtagelserne i de første år. Fra 1966 blev bladet til gengæld illustreret med stregtegninger af John Lundgren. Det første nummer i 1967 blev forsøgsvist bogtrykt, men det blev for dyrt og blev derfor opgivet efter det ene nummer. I stedet gik man tilbage til duplikering og illustrationer i form af John Lundgrens stregtegninger. Navnet BYtrafik, der var indført ved samme lejlighed, blev dog bibeholdt. Fra 1971 gik man over til offsettryk, der gav mulighed for gengivelse af sort/hvide billeder.
Indholdet var i starten præget af dels interne foreningsmeddelelser og dels af, at sporvognene i København og andre steder blev erstattet af busser. Dertil kom så artikler om historiske danske sporvejsforhold og om sporveje i udlandet. Fra det andet nummer i 1965 introduceredes desuden den faste rubrik Bagperronen med aktuelle notitser om kollektiv bytrafik i ind- og udland. Fra 1973 begyndte anlæggelsen af Sporvejsmuseet at sætte sit præg på bladet. Efter indvielsen i 1978 kom så omtale af museets drift og videre udbygning. Resten af bladet skiftede efterhånden karakter, så der blev lagt mere vægt på den nyere udvikling indenfor kollektiv trafik end på det historiske. Siden 1979 er der desuden blevet udgivet årsberetninger om det forgangne år på Sporvejsmuseet, først som tillæg til BYtrafik og fra 1982 som særnumre.
I 1990'erne kom den aktuelle trafikdebat til at fylde en del i bladet, især vedrørende anlæggelsen af Københavns Metro. I slutningen af årtiet blev der så strammet op, så bladet i højere grad blev en blanding af stof om foreningen og Sporvejsmuseet, sporveje før i tiden, udenlandske sporveje og kollektiv trafik nu og i fremtiden. Denne blanding er fortsat gældende, men suppleret af omtale af etableringen af danske letbaner. På den tekniske side gjorde udviklingen i den grafiske branche det økonomisk overkommeligt med farvebilleder. De begyndte så småt at sprede sig i 1990'erne, og fra 2002 blev bladet så i fuldt farvetryk. I 2017 gik man over til A4-format, der blandt andet gjorde det muligt at gengive billeder i stort format.

## Møder
Det første medlemsmøde i København fandt sted 22. marts 1965, hvor der var foredrag om sporvognslinje 8, der blev omstillet til busdrift 1. maj 1965. Mødet og de efterfølgende møder i 1965 fandt sted i Berejste Hus på Emiliegade 7 på Frederiksberg, der lå hvor boligbyggeriet Frederiksberg Søpark nu ligger. Fra 1966 til 1972 foregik møderne i Folkets Hus på Enghavevej 40 på Vesterbro, det nuværende spillested Vega. Fra 1973 er møderne som regel foregået i foredragssalen på Frederiksberg Hovedbibliotek med indgang fra Solbjergvej 23. Fra august 1985 til december 1986 foregik møderne dog i Sundby Medborgerhus på Norgesgade 3 og fra januar 1987 til juni 1988 i Valby Medborgerhus på Valgårdsvej 4, da man i en periode var utilfredse med forholdene på Frederiksberg Hovedbibliotek.
Efter de første år blev praksis et medlemsmøde om måneden fra september til maj. I 1980'erne vekslede møderne mellem besøg af repræsentanter fra trafikselskaber og politikere, der holdt foredrag om aktuelle emner, og mere underholdningsprægede møder med visning af smalfilm og lysbilleder. Blandt foredragsholdere udefra kan nævnes politikerne Ove Hansen og Erling Olsen og HT's direktører K.N. Andersen og Finn Torjussen. Til de mere underholdningsprægede hørte og hører en trafikal årskavalkade. I 1990'erne blev det aktuelt med foredrag af folk, der havde arbejdet ved sporvejene i sin tid, så som den tidligere tillidskvinde Magna Håkansson. I 2000'erne var mødetemaerne typisk trafikhistorie, moderne kollektiv bytrafik og Sporvejsmuseet. Dertil kom at møderne havde og har en social funktion med mulighed for at gamle og nye medlemmer kan mødes.
2010'ernes mødeemner vekslede også. Typiske indslag var historiske tilbageblik ved jubilæer, fortællinger om foreningens udlandsrejser og visning af nye og gamle film. Til de faste traditioner hørte fortsat en trafikal årskavalkade i januar og generalforsamlingen i maj. I december var der desuden nogle år julemøde med trafikhistoriske quizzer. Til de nye indslag hørte letbanebyggerierne i Aarhus, Odense og København. Derudover skete der en teknisk udvikling, hvor visning af smalfilm og lysbilleder blev afløst af visning med computer og projektor. Der kommer typisk 40-60 deltagere ved hvert møde, flest ved årskavalkaden og generalforsamlingen. I 2020-2021 var der en del aflysninger på grund af coronaviruspandemien og de medfølgende forsamlingsforbud. Andre møder måtte flyttes til Pejsesalen i K.B. Hallen for at opfylde de krav til pladsen, der var en overgang. I 2022 var man dog tilbage på Frederiksberg Hovedbibliotek. I første halvår af 2023 vil man imidlertid forsøgsvis afholde møder i Østerbrohuset, den tidligere Århusgade Remise.
I Odense er der blevet afholdt medlemsmøder siden begyndelsen af 1980'erne, hvilket efterhånden udviklede sig til den stadig gældende rytme med tre møder om året. På et forårsmøde vises årskavalkaden fra København, mens der på de to efterårsmøder vises billeder og film fra gamle dage. Møderne afholdes i kantinen hos FynBus. I Aarhus afholdes der lejlighedsvis møder i samarbejde med Dansk Jernbane-Klubs afdeling DJK Midtjylland.
Fra 12. oktober 1983 til 1. juli 1986 var der et medlemsbibliotek på Urtehaven i Valby i København, hvor et par medlemmer havde stillet lokaler til rådighed. Biblioteket, der havde åbent hver anden onsdag aften, havde længe været et ønske før oprettelsen. Det måtte imidlertid lukke igen, da foreningen ikke længere kunne benytte lokalerne.

## Udflugter
Den første udflugt Sporvejshistorisk Selskab arrangerede for medlemmerne var et besøg hos NESA i Gentofte 21. marts 1965. Her var der besøg i remise og administration samt tur med trolleybus. I de følgende år blev der arrangeret en række ture i København med ældre sporvogne, der stod for udrangering, og sporvognslinjer, der stod for omstilling til busdrift. I nogle tilfælde var det endda med sporvogne, foreningen selv havde købt eller købte. Prisen på turene var typisk 7 kr. pr. deltager i de første år. Turene ebbede dog ud, efterhånden som sporvejsnettet blev mere stormasket og vognparken mere ensartet. Sidste tur med de københavnske sporvogne blev således en med linje 16 5. april 1970, få uger før den blev omstillet til busdrift.
Den første lange tur var til Aarhus 11. september 1966, hvor man besøgte Århus Sporvejes remise og gennemkørte linjenettet med et reserveret vogntog. Efterfølgende blev der arrangeret ture til Aarhus 12.-13. september 1970 og endelig 6-7. november 1971 i forbindelse med sporvejsdriftens ophør i byen. I København blev der arrangeret en kombineret udflugt med 1. generations S-tog og sporvogn på foreningens 5 års dag 8. februar 1970. Desuden vistes spillefilmen Ved Kongelunden fra 1953, hvor der er flere scener med sporvogne. Der blev arrangeret endnu en tur med 1. generations S-tog på Nordbanen 11. oktober 1970. 10. oktober 1971 tog man afsked med trolleybusserne hos NESA, før de som de sidste i Danmark blev erstattet af dieselbusser 17. oktober 1971.
Da etableringen af Sporvejsmuseet begyndte, blev der foretaget en tur dertil 3. september 1972. Desuden besøgtes et par steder, hvor foreningen havde vogne opmagasineret. Efterfølgende blev der så med enkelte undtagelser arrangeret årlige ture til museet. Fra 1981 er det sket i forbindelse med arrangementet Medlemmernes dag, der indførtes det år. De øvrige indenrigs udflugter blev til gengæld noget spredte. I 1978 blev der afholdt afskedstur med 1. generations S-togene og i 1986 tur med de nye 3. generations S-tog. Ved foreningens 15 års jubilæum i 1980 besøgtes HT's garageanlæg i Køge, mens man ved 20 års jubilæet i 1985 tog til Malmö. I begge tilfælde blev det desuden til gensyn med Ved Kongelunden
I 1991 afholdtes en tur på Østbanen. I 1992 besøgtes Danmarks Jernbanemuseum og Odense Bytrafiks museum og senere på året Ballerup Bybusser i anledning af deres 25 års jubilæum. I 1996 var der udflugt med Nærumbanens nye regiosprinter. I 1999 gjaldt det anlægsarbejderne til Københavns Metro. I 2003 blev det så til tre udflugter. I Holbæk besøgtes Vestsjællands Lokalbaners værksted, i København HT Museum umiddelbart før det lukkede og i Odense slutteligt Odense Bytrafik og dets museum. I 2005 kørtes rundt i København med to af Sporvejsmuseets busser, der blev skiltet med forskellige linjer og destinationer undervejs. I 2016 var der udflugter til anlæggelsen af Aarhus Letbane og til Sporvejsmuseets filialværksted på Bornholm.

## Rejser
De første fire ture og rejser til udlandet gik til Sverige i 1967. Årsagen var at Sverige gik over til højretrafik, og i den forbindelse blev flere sporveje nedlagt. Den første udlandstur 9. maj 1967 var således til Helsingborg, der var en af de byer, der mistede sine sporvogne. Desuden var der ture til Göteborg 27.-28. maj 1967 og til Malmö 18. juni 1967. Den første større rejse gik til Stockholm 24. juni-2. juli 1967. Det var dog samtidig en arbejdslejr, idet foreningens Odense-bivogn OS 59 var opbevaret hos Svenska Spårvägssällskapet i byen nogle år. Efterfølgende var der yderligere en tur til Kiel 9. juni 1968 i forbindelse med sporvognsdriftens ophør der og en til Malmö 7. maj 1970.
I 1971 begyndte en tradition med mindst en tur til udlandet om året. Det var blevet gjort muligt af vognmand Jørgen Andersen fra Ballerup Bybusser, der tilbød at stille busser til rådighed og til priser, der gjorde at deltagerprisen kunne holdes på et niveau, hvor alle kunne være med. Den første rejse på den måde gik til Oslo 6.-9. maj 1971, hvor man fik lejlighed til at køre med forskelligt museumsmateriel. Hjælpen fra Jørgen Andersen kom især til gavn efter 1973, hvor den ikke længere var sporvejsbyer i Danmark eller umiddelbar nærhed. Til gengæld blev det muligt at komme til steder som Helsinki, Amsterdam, Østberlin og Ruhr-distriktet. En længere rejse til Cairo og Alexandria i 1977 skete dog med fly. Baggrunden for rejsen var, at de københavnske ledvogne var blevet eksporteret til Alexandria ved sporvejsdriftens ophør i 1969-1972, og det havde derfor længe været et ønske at gense dem i deres nye omgivelser.
I 1982 og 1984-1985 blev der ikke afholdt nogle rejser. Hotelpriserne steg forholdsvis meget i de år, og medlemmerne havde efterhånden lært at rejse selv. En gruppe medlemmer arbejdede dog på at genoptage rejserne, idet der samtidig blev arbejdet på at minimere priserne. Til at begynde med afholdtes således en tur til Østberlin i 1986, og i de efterfølgende år blev der så også afholdt årlige udlandsrejser, blandt andet til Haag og Hannover. Sporvejshistorisk Selskabs 25 års jubilæum blev markeret med en sviptur med færgen København-Oslo med jubilæumsmiddag ombord og program arrangeret af Lokaltrafikkhistorisk forening i Oslo. Det blev gentaget ved 40 års jubilæet i 2005 og ved 50 års jubilæet i 2015.
Efter den tyske genforening i 1990 blev der arrangeret en række rejser til byer i det tidligere DDR i 1991-1992, hvor sporvejsdriften måtte forventes at ophøre eller blive ændret mærkbart. Flere af rejserne foregik fortsat med Ballerup Bybusser indtil 1993. På det tidspunkt havde prisudviklingen givet flere muligheder, så de efterfølgende rejser kom til at finde sted med fly, tog eller bus alt afhængigt af forholdene. Desuden kom man fra 1996 efterhånden op på to årlige udlandsrejser. Blandt andet besøgtes Basel, Prag, München og Wrocław. Til de typiske indslag på rejserne hørte dengang som nu remisebesøg og kørsel med museumsvogne. I 2002 fik man desuden lejlighed til et gensyn med Cairo og Alexandria.
Fra 2006 er der foretaget tre udlandsrejser hvert år, ofte med besøg i flere byer på de enkelte rejser. På den måde kom man blandt andet rundt i Østrig, Letland og Belgien samt Tyskland i flere omgange. Generelt holdt man sig indenfor Europa, men en undtagelse var dog den hidtil længste tur, der fandt sted til San Francisco og Toronto i 2013. Blandt de senere rejser kan nævnes en forårstur til München, Innsbruck og Augsburg med 31 deltagere, en tidlig efterårstur til Ostrava, Olomouc, Brno og Prag med 22 deltagere og en sen efterårstur til Potsdam og Brandenburg med 50 deltagere, alle i 2018. I 2020-2021 medførte coronaviruspandemien til gengæld aflysning af flere rejser.

## Økonomi
Sporvejshistorisk Selskabs regnskaber omfatter både foreningen selv og Sporvejsmuseet Skjoldenæsholm. Der skelnes mellem de to på både indtægts- og udgiftssiden, men i praksis er der et vist overlap. For eksempel indgår salg af foreningens udgivelser på Sporvejsmuseet i dennes del af regnskabet, mens arvebeløb, der kommer Sporvejsmuseet til gode, går til Sporvejshistorisk Selskab. Sporvejshistorisk Selskab er godkendt som almennyttig forening i henhold til Ligningsloven § 8 A. Det udløser et skattefradrag til personer, der bidrager til foreningen, men betyder også, at foreningen slipper for at betale boafgift i forbindelse med arv. Det sidste havde ret stor betydning, da man arvede ca. 22 mio. kr. i 2014-2016, og hvor boafgiften på 36,25 % ellers ville have gjort et væsentligt indhug.
Sporvejshistorisk Selskab ejer desuden anpartsselskabet SHS Ejendomme ApS, der formelt har stået for opførelsen af Remise 3 og Magasinet på Sporvejsmuseet. Konstruktionen er valgt for at afløfte byggemomsen. Det fungerer ved, at Sporvejsmuseet betaler husleje til SHS Ejendomme ApS, hvorefter Sporvejshistorisk Selskab modtager kompensation af momsen og forrentning af anlægskapitalen. Bushallen, Remise 4 og Lastbilgaragen på Sporvejsmuseet er til gengæld opført af Sporvejshistorisk Selskab, da de benyttes til busser og andre køretøjer, der udlejes på momsbelagt basis.
I 2021 havde Sporvejshistorisk Selskab som sådan indtægter for ca. 1,84 mio. kr. Kontingenter fra medlemmer gav 0,64 mio. kr. Udlandsrejser og andre medlemsaktiviteter gav 0,14 mio. kr. Salg af bøger og andre udgivelser til medlemmer og andre gav 0,20 mio. kr. Arv, gaver og tilskud gav 0,11 mio. kr. Øvrige indtægter, herunder udbytte af værdipapirer, forrentning af anlægskapital og kompensation af moms gav 0,74 mio. kr.
Der var udgifter for ca. 0,85 mio. kr. Trykning og forsendelse af medlemsbladet BYtrafik kostede 0,19 mio. kr. Rejser og andre medlemsaktiviteter kostede 0,15 mio. kr. Salgsafdelingerne havde udgifter for 0,16 mio. kr., især til produktion af egne varer og forsendelse. Rente- og kapitaludgifter tegnede sig for 0,21 mio. kr., hvilket især dækkede over renteudgifter til Kommunekredit. Øvrige udgifter som kontorhold, porto og kontingenter løb op i 0,12 mio. kr. Der var ingen lønudgifter, da alle aktive medlemmer arbejder gratis.
Isoleret set havde Sporvejshistorisk Selskab et overskud på ca. 1,0 mio. kr. i 2021, mens Sporvejsmuseet til gengæld havde et underskud på ca. 0,7 mio. kr. Imidlertid dækkede en del Sporvejsmuseets udgifter over lejeudgifter til SHS Ejendomme ApS, hvor den ovenstående konstruktion gav Sporvejshistorisk Selskab penge tilbage. Alt i alt stod foreningen og museet imidlertid med et underskud på ca. 0,7 mio. kr. Den samlede balance var på ca. 58,9 mio. kr., hvoraf beholdning af værdipapirer stod for 15,6 mio. kr, anlægsaktiver for ca. 18,4 mio. kr. og kapitalinvesteringer i SHS Ejendomme ApS for ca. 24,0 mio. kr. Egenkapitalen var på ca. 39,6 mio. kr.

## Fremtiden
Ved Sporvejshistorisk Selskabs 50 års jubilæum i 2015 gjorde man sig forskellige tanker om de næste 50 år. Udbygningen af Sporvejsmuseet skulle således gerne være med til at tiltrække flere besøgende og dermed også flere medarbejdere og passive medlemmer. Også etableringen af letbaner skulle gerne øge interessen for dem og de gamle sporvogne. Der sigtedes på mellem 1.500 og 2.000 medlemmer. Udgivelsesvirksomheden måtte forventes at ændre sig, efterhånden som gamle serier blev færdiggjort. Desuden ville det blive aktuelt med et digitalt supplement til både bøger og BYtrafik. Udlandsrejserne ville fortsat være koncentreret om Europa, men rejsemål længere væk kunne komme på tale med tiden. Medlemsmøderne forventedes til gengæld at fortsætte med den hidtidige blanding af emner.
For Sporvejsmuseet blev der gjort tanker om fremtiden ved museets 40 års jubilæum i 2018. Metersporsstrækningen er ved at blive udbygget, så der kommer vendesløjfer i begge ender. Det vil muliggøre kørsel med bivogne. For normalsporsstrækningen påtænkes en forlængelse af vigesporet ved Skovkanten og et ekstra spor i sløjfen ved Eilers Eg. På selve museumsområdet skal der køres med trolleybusser, og de første master er sat op til formålet. Remise 1 skal udbygges med et værksted, og der skal etableres en ankomstbygning med kiosk og toiletter. Dertil kommer så den løbende restaurering af vogne på både museet og Bornholm. Endelig er der så en række opmagasinerede vogne, der også gerne skal restaureres, når der bliver tid og råd til det.